# Toussaint Rose
Toussaint Rose (* 3. September 1611 oder getauft am 5. September 1615 in Provins, heutiges Département Seine-et-Marne; † 6. Januar 1701 in Paris) war ein französischer Sekretär von Kardinal Jules Mazarin (1602–1661) und wirkte als dessen Parteigänger am Hof von König Ludwig XIV.

## Leben
Rose wurde 1611 oder 1615 geboren, die Quellen sind sich da nicht einig, allerdings spricht mehr für das Datum 1615, da der Biograph Villiers du Terrage angibt, die Taufurkunde im Stadtarchiv in Provins eingesehen zu haben.

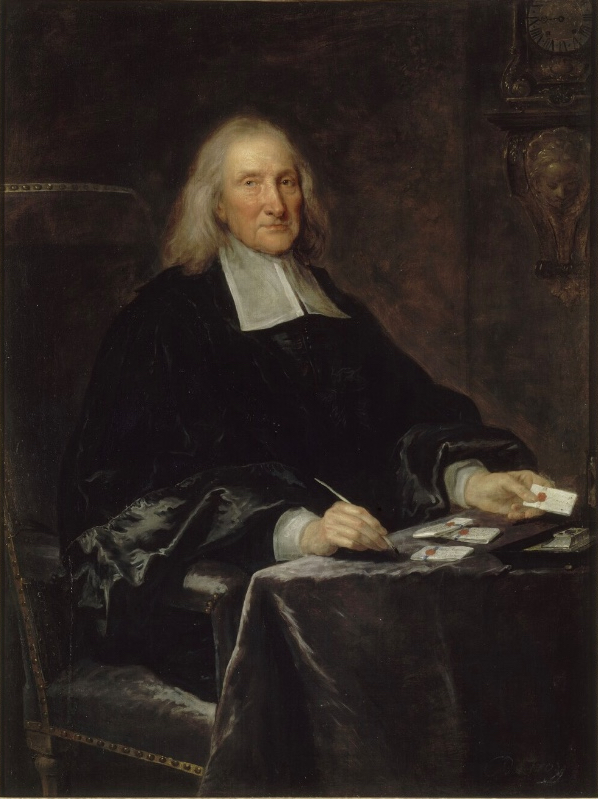
Porträt aus dem 17. Jahrhundert

Rose besuchte ein Katholisches Priesterseminar (école des prêtres séculiers) in Provins. Später erwarb er das Lizenziat der Rechtswissenschaft in weltlichem und kanonischem Recht an der Sorbonne in Paris. Danach kehrte er nach Provins zurück und arbeitete dort zwei Jahre lang als Rechtsanwalt.
Am 26. November 1636 wurde er als Rechtsanwalt beim Parlement de Paris vereidigt. Er entschied, in die Dienste von Kardinal Armand-Jean du Plessis, duc de Richelieu (1585–1642), zu treten. Er gab diesen Posten im März 1638 wieder auf und trat dem Gefolge von Jean-François Paul de Gondi (1613–1679) bei, mit dem er nach Italien fuhr.

### Sekretär Mazarins
Nach seiner Rückkehr aus Italien trat Rose in den Dienst von Jules Mazarin. Am 8. September 1641 heiratete Rose Madeleine de Villiers († 27. Juni 1701). Rose mietete ein Haus in Suresnes an (später kaufte er dort ein Haus). Am 31. August 1642 wurde Louis Rose, sein einziges Kind, dort geboren. Als Kardinal Richelieu am 4. Dezember 1642 verstarb, wurde Mazarin an seiner statt Principal Ministre de l'État (vergleichbar mit einem Premierminister).
1643 wurde das System der Mitglieder des Conseil du roi de France (Berater des Königs von Frankreich) reformiert. Dieses reformierte Gremium war der Vorläufer des heutigen Ministerrats in Frankreich. Im Dezember 1645 trug Rose den Titel „Sekretär Seiner Eminenz“ (Sekretär Mazarins). Durch den Einfluss Mazarins wurde Rose am 30. Oktober 1649 im Conseil du roi de France durch Anna von Österreich (1601–1666) aufgenommen.
In der Zeit der Fronde (1648–1653) reiste Rose viel als Bote Mazarins zwischen Mazarin und Louis II. de Bourbon, prince de Condé, (1621–1686) und Jean-François Paul de Gondi. Selbst in der Zeit als Mazarin im Exil war (1651–1653) arbeitete Rose weiterhin für ihn.
Ab 1654 war Rose für die Überwachung und Abwicklung der Forstwirtschaft von Philippe I. de Bourbon, duc d’Orléans, dem Bruder des Königs, verantwortlich.
1655 wurden Toussaint Rose und sein Vater Étienne Rose in den Adelsstand erhoben. Étienne Rose war inzwischen Bürgermeister von Provins geworden, er wählte ein blaues Wappen mit goldenem chevron (umgedrehtes V) und drei Rosen, zwei davon nebeneinander an der Oberseite (en chef) und einer an der Spitze. Gehalten wurde das Wappen von zwei Windhunden und die Devise lautete: „Nunquam marcessent“ (niemals verwelken). Toussaint Rose erwarb kurz darauf das Lehen Coye im Wald von Chantilly und nannte sich Marquis de Coye.

### Sekretär des Königs
Am 25. April 1657 wurde Rose zum Kammersekretär des Königs (secrétaire de la chambre et du cabinet de Sa Majesté) und 1661 zum Präsidenten des Rechnungshofs in Paris ernannt. 1667 erwirkte er, dass die Mitglieder der Académie française gesellschaftlich im gleichen Rang wie die Mitglieder des Parlement standen. Dafür wurde er 1675 als Nachfolger des Schriftstellers Valentin Conrart in die Académie française aufgenommen (Fauteuil 2). Ihm selbst folgte nach seinem Tod der Jurist Louis de Sacy nach.